# Дімітріе Боґос
Дімітріє Богос (14 липня 1899, Грозешті, Бессарабська губернія — 14 травня 1946, Бухарест, Румунія) — румунський політик, офіцер, юрист і публіцист; міністр в уряді Таке Йонеску та мер Кишинева між 1932—1933 роками.

## Життєпис
Дімітріє Богос народився 14 червня 1889 року в селі Грозешті Бессарабської губернії Російської імперії. Закінчив духовну семінарію в Кишиневі та юридичний факультет Варшавського університету (1914). Він брав участь у створенні Гуртка молдавських студентів «Deşeptarea» в Києві та Одесі, заснованого в 1908 році Даніелем Чугуряну, Штефаном Чобану, Алексеєм Матеєвичем, Симеоном Мурафою, Штефаном Беречетом та іншими, президентом якого було обрано Даніела Чугуряну. Брав участь у Першій світовій війні, у роботі Конгресу молдовських військових. Відразу після військового з'їзду 20 жовтня 1917 р. він почав дбати про організацію молдовських збройних сил між Прутом і Дністром.
На першому засіданні Крайової ради 21 листопада 1917 р. був делегатом Молдовського військового комісаріату. Його не атестували, але в результаті досвіду, отриманого в царській армії, він був призначений на посаду начальника Генерального штабу.
Після об'єднання Бессарабії з Румунією він був призначений префектом міжвоєнного повіту Лапушна (1918—1920), потім директором Міністерства внутрішніх справ Бессарабії та міністром Бессарабії між 5 і 19 січня 1922 року в уряді Таке Йонеску.
У 1932—1933 роках був мером Кишинева. Потім був обраний депутатом у трьох законодавчих органах парламенту Румунії від Національної селянської партії.
Він публікував статті в різних журналах і газетах, особливо у Viața Bessarabiei.
Він написав історичну працю про Бессарабію під назвою «La raspântie». Молдова від Дністра в 1917—1918 роках, видана в Кишиневі 1924 року.
Після російського вторгнення влітку 1940 року він знайшов притулок у Бухаресті, де й помер 14 травня 1946 року. Його поховали на кладовищі Генча, потім перенесли до сімейного склепу на кладовищі Черніка, де він спочиває зі своїми братами.